# Soluções de equações diferenciais
A Transformada de Laplace é muito utilizada como método para resolver equações diferenciais ordinárias com coeficientes constantes, com coeficientes variáveis, para equações diferenciais ordinárias simultâneas (sistemas de equações diferenciais), para equações diferenciais parciais e demais variações. Portanto, pode ser aplicada na resolução de diferentes problemas de engenharia.
De modo genérico, o processo para resolver as equações diferenciais segue 3 etapas:
1. Transformar a equação do problema em uma equação algébrica. Esta nova equação obtida é denominada Equação subsidiária.
2. Manipular a equação subsidiária obtida e resolvê-la.
3. Encontrar a solução da equação diferencial através da Transformada de Laplace Inversa.

Este procedimento de transformar um problema de cálculo em um problema algébrico é chamado de Cálculo Operacional e dentre as vantagens principais deste método estão dois pontos importantes:
- Resolução de forma mais direta dos problemas de valor inicial. Por exemplo, no caso de equações diferenciais ordinárias não homogêneas não há necessidade de resolver previamente a equação diferencial ordinária homogênea correspondente.
- É aplicado para problemas que envolvem descontinuidades, impulsos ou funções periódicas com facilidade devido à função Degrau Unitário e o Delta de Dirac.

Seguem abaixo algumas aplicações da Transformada de Laplace para resolução de problemas no campo da Engenharia.

## Aplicação às Vigas
A equação diferencial que rege este problema é:
{\displaystyle {\frac {d^{4}y(x)}{dx^{4}}}={\frac {W(x)}{EI}}}
Onde I é o momento de inércia da viga e o E é o módulo de Young. E W(x) representa a carga e é dado por:
{\displaystyle W(x)=P_{0}\delta (x-{\frac {L}{3}})}
Aplicando a Transformada de Laplace temos:
{\displaystyle {\mathcal {L}}\{{\frac {d^{4}y(x)}{dx^{4}}}\}={\mathcal {L}}\{{\frac {W(x)}{EI}}\}}
{\displaystyle s^{4}Y(s)-s^{3}y(0)-s^{2}y'(0)-sy''(0)-y'''(0)={\frac {P_{0}}{EI}}e^{{\frac {-L}{3}}s}}
Resolvendo algebricamente e considerando os valores iniciais: 
{\displaystyle y(0)=y'(0)=0,y''(0)=C_{1}ey'''(0)=C_{2}}
Obtemos a seguinte equação:
{\displaystyle Y(s)={\frac {C_{1}}{s^{3}}}+{\frac {C_{2}}{s^{4}}}+{\frac {P_{0}}{EI}}{\frac {e^{{\frac {-L}{3}}s}}{s^{4}}}\,}.
Aplicando a transformada inversa de Laplace, encontramos a expressão para y(x):
{\displaystyle y(x)={\frac {C_{1}}{2!}}x^{2}+{\frac {C_{2}}{3!}}x^{3}+{\frac {P_{0}}{EI}}{\frac {(x-L/3)^{3}}{3!}}u(x-L/3)\,}.
Aplicando as outras duas condições iniciais disponíveis: y(L) = 0 e y'(L)=0, descobre-se as duas constantes e encontra-se a solução final do problema. Se considerarmos L=5, o gráfico da solução é dado pela figura 1.

## Aplicação Reação Química
Este exemplo traz um sistema de equações diferenciais ordinárias para ser resolvido de forma simples, pelo método da Transformada de Laplace. Considera-se um mecanismo simplificado:

 R→I→P 
 
Podemos representar as concentrações como:
{\displaystyle r'(t)=-2r(t)}.
{\displaystyle i'(t)=2r(t)-4i(t)}.
{\displaystyle p'(t)=4i(t)}.
Considerando α=2 e γ=4 como constantes positivas conhecidas e as condições iniciais de r(0)=1, i(0)=p(0)=0, calculamos a transformada de Laplace para cada uma das equações: 
{\displaystyle {\mathcal {L}}\{r'(t)\}=sR(s)-r(0)=-2R(s)}.
{\displaystyle {\mathcal {L}}\{i'(t)\}=sI(s)-i(0)=2R(s)-4I(s)}.
{\displaystyle {\mathcal {L}}\{p'(t)\}=sP(s)-p(0)=4I(s)}.
Resolvendo algebricamente cada uma das equações, com as respectivas substituições, obtemos:
{\displaystyle R(s)={\frac {1}{s+2}}}.
{\displaystyle I(s)={\frac {2}{(s+2)(s+4)}}}.
{\displaystyle P(s)={\frac {4}{s(s+2)(s+4)}}}.
Agora, calcula-se a transformada inversa de Laplace e encontra-se as soluções r(t),i(t) e p(t).
{\displaystyle r(t)=e^{-2t}}.
{\displaystyle i(t)=-e^{-2t}+e^{-4t}}.
{\displaystyle p(t)=2e^{-2t}-e^{-4t}-1}.

## Aplicação para Oscilador Harmônico
Um oscilador harmônico sujeito a uma força pontual periódica.
Esta força pode ser representada por uma função Delta de Dirac, com isso a equação do oscilador é:
{\displaystyle y''+y=4\delta (t-2\pi )}
{\displaystyle y(0)=1,y'(0)=0}.
Aplicando Transformada de Laplace dos dois lados temos
{\displaystyle {\mathcal {L}}\{y''+y\}={\mathcal {L}}\{4\delta (t-2\pi )\}}
{\displaystyle S^{2}Y(S)-Sy(0)-y'(0)+Y(S)=4e^{-2S\pi }}
Assim,
{\displaystyle Y(s)={\frac {s}{s^{2}+1}}+{\frac {4e^{2\pi s}}{s^{2}+1}}\,}.
Agora aplicando a transformada inversa dos dois lados
{\displaystyle y(t)=cos(t)+4sen(t-2\pi )U(t-2\pi )\,}.
Na qual {\displaystyle U(t-2\pi )\,}. é uma função degrau ou Função de Heaviside.

## Aplicação para molas
Molas Acopladas
Duas massas {\displaystyle m_{1}} e {\displaystyle m_{2}} estão presas  a duas molas de massas desprezíveis, com constantes elásticas {\displaystyle k_{1}} e {\displaystyle k_{2}} respectivamente.
Sejam {\displaystyle x_{1}(t)} e {\displaystyle x_{2}(t)} os deslocamentos verticais das massas em relação a posição de equilíbrio, temos que o alongamento da mola B será {\displaystyle x_{2}-x_{1}}
Pela segunda lei de Newton temos
{\displaystyle m_{1}{\frac {d^{2}x_{1}}{dt^{2}}}=-k_{1}x_{1}+k_{2}(x_{2}-x_{1})\qquad {\mbox{e}}}
{\displaystyle m_{2}{\frac {d^{2}x_{2}}{dt^{2}}}=-k_{2}(x_{2}-x_{1})}
A solução desse problema via transformada integral se torna simples, pois através dela o problema se torna equivalente a um sistema de equações lineares.
EXEMPLO:
Sendo {\displaystyle k_{1}=6}, {\displaystyle k_{2}=4} e {\displaystyle m_{1}=m_{2}=1}, e dado que
{\displaystyle x_{1}(0)=x_{2}(0)=0} e {\displaystyle x'_{1}(0)=-x'_{2}(0)=1}     (condições)
Temos as seguintes EDO’s:
{\displaystyle x''_{1}+10x_{1}-4x_{2}=0}
{\displaystyle x''_{2}-4x_{1}+4x_{2}=0}
Aplicando transformada de Laplace nas duas equações temos:
{\displaystyle s^{2}X_{1}(s)-sx_{1}(0)-x'_{1}(0)+10X_{1}(s)-4X_{2}(s)=0}
{\displaystyle s^{2}X_{2}(s)-sx_{2}(0)-x'_{2}(0)+4X_{2}(s)-4X_{1}(s)=0}
Agora simplesmente resolvendo o sistema temos Utilizando as condições dadas em (condições)
{\displaystyle X_{1}={\frac {s^{2}}{(s^{2}+2)(s^{2}+12)}}=-{\frac {1/5}{s^{2}+2}}+{\frac {6/5}{s^{2}+12}}}
Assim aplicando a transformada inversa temos:
{\displaystyle x_{1}=-{\frac {\sqrt {2}}{5}}sen{\sqrt {2}}t+{\frac {\sqrt {3}}{5}}sen2{\sqrt {3}}t}.
Encontrando {\displaystyle X_{2}} utilizando {\displaystyle X_{1}} encontrado anteriormente temos:
{\displaystyle X_{2}=-{\frac {2/5}{s^{2}+2}}-{\frac {3/5}{s^{2}+12}}},
portanto, aplicando a transformada inversa, temos:
{\displaystyle x_{2}=-{\frac {\sqrt {2}}{5}}sen{\sqrt {2}}t-{\frac {\sqrt {3}}{10}}sen2{\sqrt {3}}t}.

1. ↑  Matemática Superior para Engenharia. Erwin Kreyszig.9ªEdição, Volume 1.
2. ↑  Notas de Aula - Transformada de Laplace. Fábio Azevedo, Esequia Sauter e Irene Maria Fonseca Strauch. 2016